# Nordtjärnen (Myssjö socken, Jämtland)
Nordtjärnen är en sjö i Bergs kommun i Jämtland och ingår i Ljungans huvudavrinningsområde.